# ФК Тиса Адорјан
ФК Тиса је фудбалски клуб из Адорјана у општини Кањижа и тренутно се такмичи у Војвођанској лиги Север, четвртом такмичарском нивоу српског фудбала.

## Историја
Фудбалски клуб из Адорјана први пут се пласирао у четврти ранг такмичења у лето 2013. године, након што је освојио прво место у ПФЛ Суботица. До тада се такмичио у нижим лигама Суботичког подсавеза.

## Стадион
Нови стадион у Адорјану започео се градити 2019. године. Пријатељском утакмицом са суперлигашком екипом ТСЦ-а (0:6) 18. јула 2021. године у Адорјану је отворен нови фудбалски стадион, капацитета 600 седећих места. Нови фудбалски стадион у Адорјану, отворили су председник клуба Чаба Боршош, Јанош Жембери (председник ТСЦ-а) и Роберт Фејстамер (градоначелник Кањиже). Пре утакмице спортски објекат посветио је и католички свештеник Габор Барат.

## Успеси
- Војвођанска лига Север
Другопласирани: 2017/18.
- Подручна лига Суботица
Освајач: 2012/13.
Другопласирани: 2008/09; 2009/10.
- Kуп ПФС Суботица
Освајач: 2021.

## Познати играчи
- Немања Ћаласан